# PROMISED LAND 〜約束の地
『PROMISED LAND 〜約束の地』（プロミスド・ランド やくそくのち）は、1982年11月21日に発売された、浜田省吾の8枚目のアルバム。
英語表記は『THE GATE OF THE PROMISED LAND』（ザ・ゲート・オブ・ザ・プロミスド・ランド）。

## 背景
本作は『Home Bound』（1980年）と『愛の世代の前に』（1981年）から続く3部作の完結作で、「マイホームタウン」や「僕と彼女と週末に」に象徴される社会派（所謂プロテストソング）としての色合いが濃い作品となっており、『FLAMMABLE』と書かれた核弾頭の前に佇む浜田の姿が示すように、反核の思想が強く表現されている。「約束の地」というタイトルは地球を意味している。
浜田がホリプロ在籍時代に発表した最後のアルバムで、浜田本人が「父親の棺の中に入れたアルバム」と語るほどの自信作であった。アルバム発表時には観念的になりすぎたことを危惧していたが、時が経って冷静に聴くようになってからは自分でも評価できるようになったという。
本作から浜田のアルバムはCD盤も発売されている。1999年にリマスタリングされ再発された。その際、ジャケット写真が縮小され、それによって生まれた上下の空白部分にオリジナル盤にはなかったタイトルの表記が追加されている。

### エピソード
当時、来日公演中だったブルース・スプリングスティーンが、プロモーターにドライブに連れられた際、車の中にあったこのアルバムを聴いて「声がいい」と語ったという。

## 記録
1996年時点での累計売上は484,483枚（アナログ盤・CD・カセットを合わせた総計）。

## 「僕と彼女と週末に」語り部分
11曲目「僕と彼女と週末に」には、語り部分がある。
浜田は公害時代を過ごした子どもの頃、川に魚が浮かぶのを見たのに加えて、新聞で魚が打ち上げられた記事を読んだ。それらのイメージに重ねて「恋人たちが土曜日にドライブに行って、何気なく真っ黒な海で泳いで、次の日帰ってみると吐き気がしたシーン」を歌おうと思った。このシーンはメロディに乗せるには長すぎたが、そのシーンを省きたくなかったため、語りとして反映させることになった。この恋人同士は架空の人物像であり、浜田は「このふたりの恋人たちというのは、ひょっとしたら次の日から入院して何年かして発癌して死んじゃうかも知れないんだけど、そういう、あるワン・シーン」と解説する。また語りの中で、J・D・サリンジャーについて言及されている。
2010年発売のベスト・アルバム『The Best of Shogo Hamada vol.3 The Last Weekend』収録曲のリメイク・ヴァージョンでは台詞の一部が変わったが、大まかなストーリー自体は変わっていない。

## 収録曲

### LP盤
| 全作詞: 浜田省吾、全編曲: 水谷公生。 |                                                      |           |                    |      |
| #                                    | タイトル                                             | 作詞      | 作曲               | 時間 |
| 1.                                   | 「OCEAN BEAUTY」                                     | 浜田省吾  | 浜田省吾・水谷公生 | 2:00 |
| 2.                                   | 「マイホームタウン」(MY HOMETOWN)                    | 浜田省吾  | 浜田省吾           | 4:54 |
| 3.                                   | 「パーキング・メーターに気をつけろ!」(PARKING METER) | 浜田省吾  | 浜田省吾           | 4:33 |
| 4.                                   | 「ロマンスブルー」(ROMANCE BLUE)                     | 浜田省吾  | 浜田省吾           | 4:50 |
| 5.                                   | 「恋に落ちたら」(WHEN YOU FALL IN LOVE)              | 浜田省吾  | 浜田省吾           | 4:10 |
| 6.                                   | 「愛しい人へ」(TO MY LOVER)                          | 浜田省吾  | 浜田省吾           | 5:34 |
| 合計時間:                            | 合計時間:                                            | 合計時間: | 26:01              |      |

| 全作詞・作曲: 浜田省吾、全編曲: 水谷公生。 |                                                    |          |            |      |
| #                                          | タイトル                                           | 作詞     | 作曲・編曲 | 時間 |
| 1.                                         | 「DJお願い!」(HELP ME,DJ)                          | 浜田省吾 | 浜田省吾   | 1:35 |
| 2.                                         | 「バックシート・ラブ」(BACKSEAT LOVE)              | 浜田省吾 | 浜田省吾   | 2:14 |
| 3.                                         | 「さよならスウィート・ホーム」(GOODBYE SWEET HOME) | 浜田省吾 | 浜田省吾   | 3:39 |
| 4.                                         | 「凱旋門」(TRIUPPHAL ARCH)                         | 浜田省吾 | 浜田省吾   | 5:33 |
| 5.                                         | 「僕と彼女と週末に」(IN THE WEEKEND)               | 浜田省吾 | 浜田省吾   | 8:59 |
| 合計時間:                                  | 合計時間:                                          | 22:00    |            |      |

### CD盤
| 全作詞: 浜田省吾、全編曲: 水谷公生。 |                                                      |           |                    |      |
| #                                    | タイトル                                             | 作詞      | 作曲               | 時間 |
| 1.                                   | 「OCEAN BEAUTY」                                     | 浜田省吾  | 浜田省吾・水谷公生 | 2:00 |
| 2.                                   | 「マイホームタウン」(MY HOMETOWN)                    | 浜田省吾  | 浜田省吾           | 4:54 |
| 3.                                   | 「パーキング・メーターに気をつけろ!」(PARKING METER) | 浜田省吾  | 浜田省吾           | 4:33 |
| 4.                                   | 「ロマンスブルー」(ROMANCE BLUE)                     | 浜田省吾  | 浜田省吾           | 4:50 |
| 5.                                   | 「恋に落ちたら」(WHEN YOU FALL IN LOVE)              | 浜田省吾  | 浜田省吾           | 4:10 |
| 6.                                   | 「愛しい人へ」(TO MY LOVER)                          | 浜田省吾  | 浜田省吾           | 5:34 |
| 7.                                   | 「DJお願い!」(HELP ME,DJ)                            | 浜田省吾  | 浜田省吾           | 1:35 |
| 8.                                   | 「バックシート・ラブ」(BACKSEAT LOVE)                | 浜田省吾  | 浜田省吾           | 2:14 |
| 9.                                   | 「さよならスウィート・ホーム」(GOODBYE SWEET HOME)   | 浜田省吾  | 浜田省吾           | 3:39 |
| 10.                                  | 「凱旋門」(TRIUPPHAL ARCH)                           | 浜田省吾  | 浜田省吾           | 5:33 |
| 11.                                  | 「僕と彼女と週末に」(IN THE WEEKEND)                 | 浜田省吾  | 浜田省吾           | 8:59 |
| 合計時間:                            | 合計時間:                                            | 合計時間: | 48:01              |      |

## 楽曲解説
1. OCEAN BEAUTY
  - インストルメンタル曲。メロディーがソビエト連邦国歌に似ているが、これは意図的なものではなく偶然で、浜田はアルバムリリース後にこのことを知り驚いたという[要出典]。
2. マイホームタウン
  - 本アルバムでは、前曲の最後の部分に本曲の冒頭のドラムソロが重なる形で始まる。「希望ヶ丘ニュータウン」を舞台にしたメッセージ・ソング。
3. パーキング・メーターに気をつけろ!
  - 「マイホームタウン」の歌詞に出てくるワンシーン（女性がナイフで襲われる場面）を切り取って、さらに拡大して歌われている。
4. ロマンスブルー
5. 恋に落ちたら
  - 「マイホームタウン」のB面曲。
6. 愛しい人へ
7. DJお願い!
  - RCCの「ミュージック・スクランブル」というラジオ音楽番組のメインテーマ曲が元歌。この番組のDJだった一松真佐子アナウンサーをイメージしている。
8. バックシート・ラブ
9. さよならスウィート・ホーム
  - 7〜9の3曲はひとつのストーリーとして繋がっている。高校生のカップルが付き合い始めて、やがて結婚するも擦れ違い別れていく様子を描いている。
10. 凱旋門
  - 2019年に、ファンクラブコンサート『Welcome back to The 80's Part-1 ALL FOR RUN』と連動したメモリアルシングルとしてリメイクされた上でシングルカットされた[5]。
11. 僕と彼女と週末に
  - 間奏に「OCEAN BEAUTY」のメロディが使われている。週末にドライブに出かけたある男女をモチーフにした語りが入る。2010年のベストアルバム『The Best of Shogo Hamada vol.3 The Last Weekend』のリード曲としてリメイクされ、そのベストアルバムと同時発売の映像作品は『僕と彼女と週末に』と題され1988年8月20日に浜名湖畔渚園で行われたライブ「A PLACE IN THE SUN」のバージョンを収録。
  - 2011年4月スタートのコンサートツアー「ON THE ROAD 2011  "The Last Weekend"」の副題「The Last Weekend」は楽曲「僕と彼女と週末に」から付けられた[6]。2011年のON THE ROADツアーは2011年3月11日に起きた東日本大震災の復興支援を含むツアーで[7]、浜田はツアーについて「3月11日をもって、ON THE ROAD 2011は特別なものになりました」と言い[8]、ツアーで「僕と彼女と週末に」を歌っている。このツアーを報じた読売新聞によると「僕と彼女と週末に」は反原発のメッセージがあると解釈されている[9]。

## 参加ミュージシャン
- Drums：菊地丈夫
- Bass：岡沢茂
- Guitars：水谷公生 and 町支寛二
- Keyboards：佐藤準 and 中西康晴
- Percussion：石井宏太郎
- Strings：New Chamber Strings
- Horn Session：Jake H. Concepcion, 村岡建, 新井英治, 岸義和 and 中沢健次
- Chorus：町支寛二 and 浜田省吾